# Țărancă din Muscel (pictură de Nicolae Grigorescu)
Acest articol dezvoltă secțiunea Opera a articolului principal Nicolae Grigorescu.
Țărancă din Muscel este o pictură realizată de pictorul român Nicolae Grigorescu. Lucrarea aparține Muzeului Național de Artă al României, nu a fost datată de către artist, dar a fost semnată în partea stângă jos a ei.

## Galerie

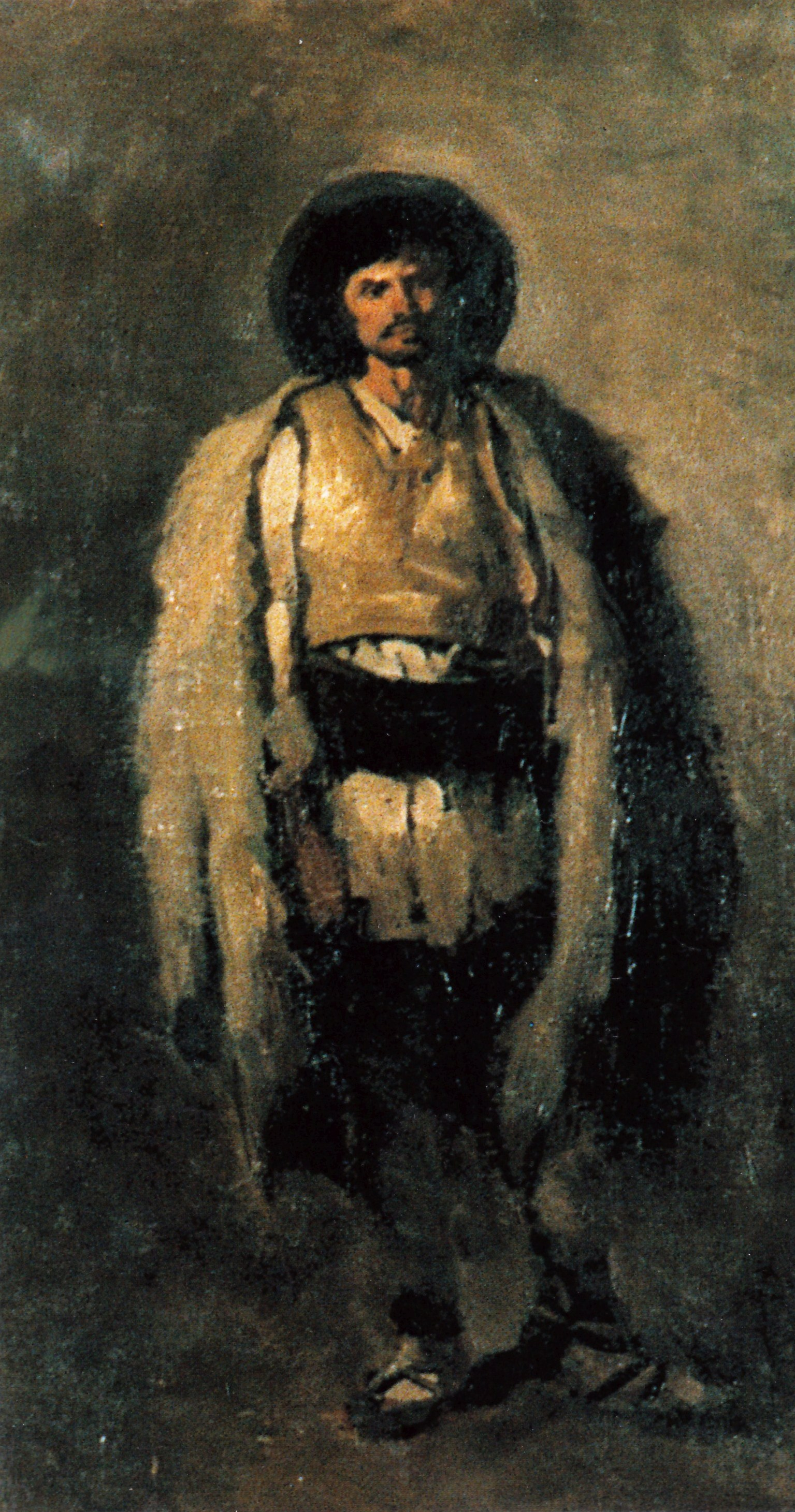
Mocanul
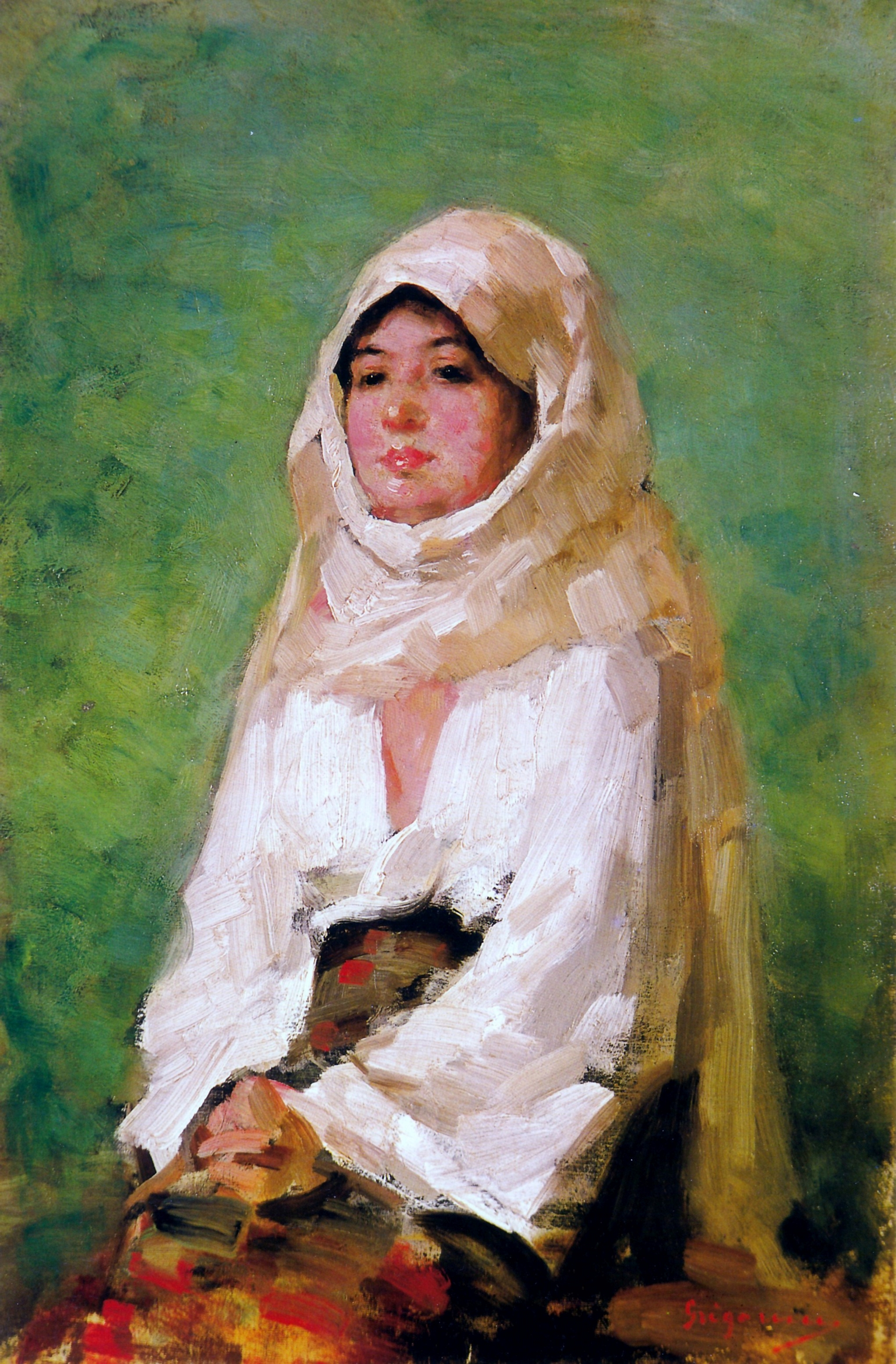
Țărancă cu maramă
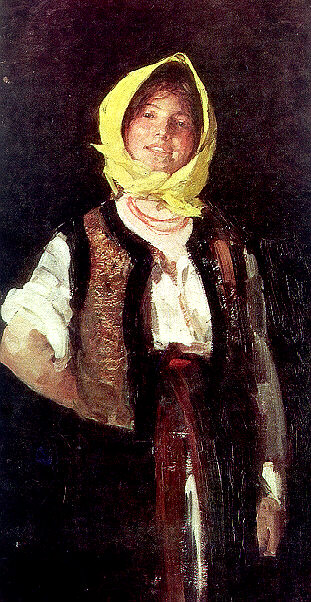
Țărancă voioasă
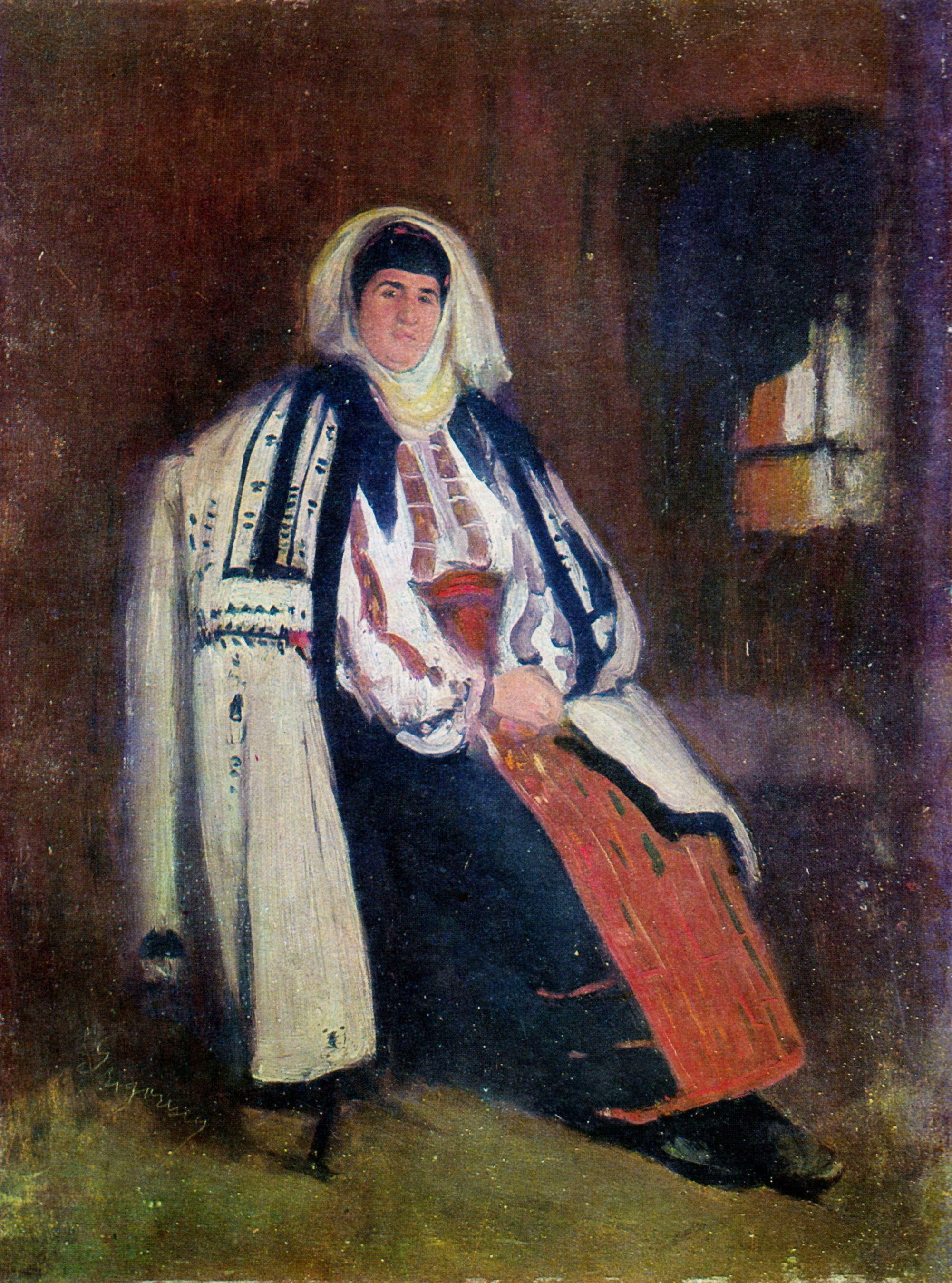
Țăranca de la munte